# Łysa Góra, Polonia Mică
Łysa Góra este un sat din Polonia, situat în comuna Dębno, powiatul Brzesko, voievodatul Polonia Mică.
Satul s-a aflat de la sfârșitul secolului al XVI-lea în proprietatea Arhiepiscopiei de Cracovia, fiind inclus în powiatul Sądecki al voievodatului Cracovia. În perioada 1975–1998 satul a aparținut din punct de vedere administrativ voievodatului Tarnów, până când acesta din urmă a fost desființat și integrat în noul și mai marele voievodat Polonia Mică.

## Poziție geografică
Łysa Góra este situat la poalele dealurilor Pogórze Wiśnickie, fiind mărginit la sud de dealurile Dąbrowa (Wilkówka, 409,7 m), Chocholec (377,7 m) și Kamionka (392,3 m). Râul Kisielina curge prin sat, avându-și aici izvorul.

## Părțile componente ale satului
| SIMC    | Nume         | Tip             |
| ------- | ------------ | --------------- |
| 0819154 | Pańska Góra  | parte a satului |
| 0819190 | Podkościele  | parte a satului |
| 0819160 | Przymiarki   | parte a satului |
| 0819177 | Siciny       | parte a satului |
| 0819183 | Średnie Pole | parte a satului |
| 0819214 | Zagonie      | parte a satului |
| 0819220 | Zamieście    | parte a satului |
| -\|08   | Zaszkole     | parte a satului |

## Istoric
Satul a fost menționat pentru prima dată în 1321, iar până la împărțirile Poloniei a fost proprietatea episcopilor din Cracovia. Teritoriul satului a ajuns mai târziu proprietatea unor moșieri. Łysa Góra a devenit cunoscut după cel de-al Doilea Război Mondial, când în 1947 a fost înființat aici ansamblul folcloric „Kamionka”. Mai târziu, aici a fost înființată cooperativa meșteșugărească „Kamionka”, care a vândut produse ceramice în diferite țări din întreaga lume, iar școala tehnică de ceramică a devenit școală de artă. În 2008 cooperativa se confrunta cu probleme economice grave, iar interesul pentru educația școlară se diminuase considerabil. În Łysa Góra există două capele istorice, o școală primară și o bibliotecă, clubul sportiv „Kłos” Łysa Góra (fondat în 1948), o formație de pompieri voluntari și un centru de sănătate.
În noaptea de 16 spre 17 august 1944, bombardierul aliat B-24 Liberator 161 din Escadrila 31 a Forțelor Aeriene Sud-Africane (SAAF) s-a prăbușit în Łysa Góra, doborât de un avion de vânătoare german care se întorcea la baza sa din Italia, după înăbușirea Revoltei din Varșovia. În anul 2007 a fost înălțat în sat un monument dedicat echipajului bombardierului căzut.

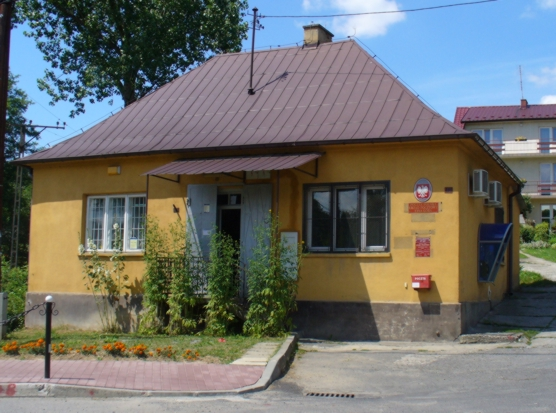
Oficiul poștal din Łysa Góra (2008)
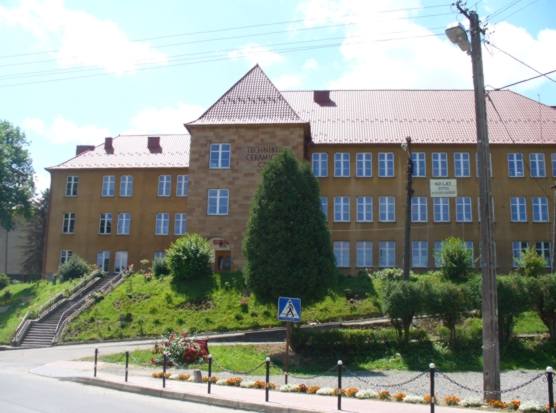
Complexul școlar general și tehnic din Łysa Góra (2008)

## Legături externe
- Site-ul oficial al Łysa Góra Arhivat în 7 ianuarie 2020, la Wayback Machine.
- Site-ul oficial al LKS „Kłos” Łysa Góra
- Site-ul oficial al ZSTio